# Памятник Ленину у входа в Волго-Донской канал
Па́мятник Ле́нину — памятник Владимиру Ильичу Ленину у входа в Волго-Донской судоходный канал имени В. И. Ленина со стороны Волги недалеко от первого шлюза (Красноармейский район Волгограда). Входит в список самых высоких статуй мира.
Находится на балансе[уточнить] музея-заповедника «Сталинградская битва».

## Памятник Сталину

Памятник Сталину

27 июля 1952 года, к присуждению Волго-Донскому судоходному каналу имени Владимира Ильича Ленина, у входа в канал со стороны Волги был установлен памятник Иосифу Сталину. Авторами проекта стали скульптор Евгений Викторович Вучетич и архитектор Леонид Михайлович Поляков. Для изготовления памятника была добыта специальная партия самородной меди. Высота скульптуры составляла 24 метра.
Памятник простоял до марта 1962 года (вопреки распространенному в сети мнению о том что памятник был убран спустя 10 дней после переименования в 1961 году Сталинграда в Волгоград), а потом в течение одной ночи статуя была демонтирована в рамках процесса десталинизации. Дальнейшая судьба скульптуры неизвестна. С марта 1962 года до начала работ по возведению памятника Ленину на набережной стоял пустой постамент.

Пустой постамент

## Общая информация
Позднее на коллегии Министерства культуры РСФСР было принято решение об установке на постаменте памятника Владимиру Ильичу Ленину. Авторами вновь были выбраны скульптор Евгений Викторович Вучетич и архитектор Леонид Михайлович Поляков. Изначально планировалось установить только бюст Ленина, но архитекторами и художниками Волгограда проект был отвергнут. В окончательном виде проект появился в 1969 году.
Работа представляет собой многометровую фигуру В. И. Ленина, шагающего вперёд с кепкой в левой руке.
Строительство монумента было начато в 1969 году и завершено к 103-летнему юбилею вождя мировой революции. Открытие памятника состоялось 20 апреля 1973 года.

## Технические данные
Скульптура сделана по той же технологии, как и скульптура «Родина-мать зовёт!» — из предварительно напряжённого железобетона. Жёсткость каркаса поддерживается металлическими тросами, постоянно находящимися в натяжении.
Общая высота памятника составляет 57 метров. Высота скульптуры составляет 27 метров, монолитного железобетонного постамента — 30 метров. Постамент облицован гранитными блоками.
В марте 2011 года памятник находился в состоянии, требующем ремонта. В декабре 2024 был объявлен конкурс на разработку проекта реконструкции памятника с начальной ценой около 8,4 млн рублей.